# Mimus polyglottos
Il mimo settentrionale (Mimus polyglottos (Linnaeus, 1758)) detto volgarmente tordo beffeggiatore è un uccello passeriforme della famiglia dei Mimidi, diffuso in America Settentrionale e Centrale. Il nomignolo di tordo beffeggiatore deriva dalle notevolissime capacità vocali del maschio che gli permettono di imitare sia canti di altri uccelli, sia versi di altri animali, sia molti dei suoni che sente. Le imitazioni non sono perfette, ma sono ben riconoscibili. Oltre ciò emette sempre nuovi versi originali, come funzione di richiamo sessuale, anche se continua ad imitare molti dei suoni che sente anche quando è accoppiato, perché la femmina non smette di valutare, ascoltando il canto, sia lo stato di salute e di capacità del maschio sia il di esso territorio. Benché sia tendenzialmente un uccello monogamo, sono possibili sia il divorzio, sia la poligamia.

## Distribuzione e habitat
Si trova nel Canada sud-orientale, negli Stati Uniti, in Messico settentrionale, nelle Bahamas, nelle Isole Cayman e nelle Grandi Antille. Occasionale nei Paesi Bassi e nel Regno Unito.